# Eocaecilia micropodia
L'eocecilia (Eocaecilia micropodia Jenkins & Walsh, 1993) è un anfibio estinto appartenente agli apodi. Visse nel Giurassico inferiore (circa 190 milioni di anni fa) e i suoi resti fossili sono stati ritrovati in Arizona (USA). È considerato il più antico apode noto.

## Descrizione

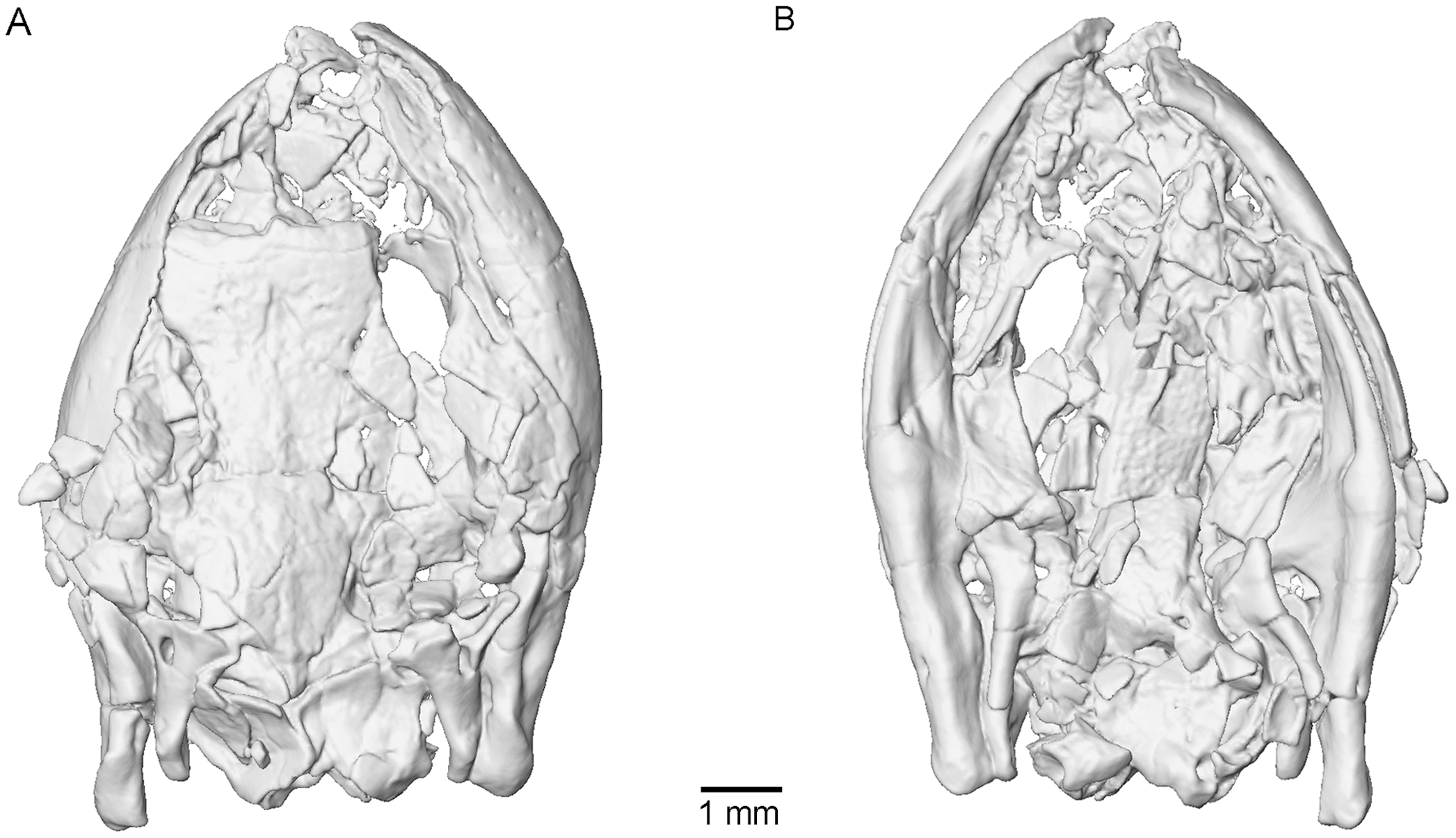
Cranio di Eocaecilia micropodia

Questo animale era molto simile agli apodi attuali, come le cecilie e i gimnofioni, ma possedeva alcune caratteristiche distintive: ad esempio, Eocaecilia era ancora provvista di quattro brevissimi arti, mentre le forme attuali ne sono completamente sprovviste. Un'altra importante differenza era data dalle grandi dimensioni degli occhi (gli apodi attuali ne sono quasi privi) e indica che questo animale non conduceva uno stile di vita sotterraneo come le forme attuali. Eocaecilia era di piccole dimensioni, e la lunghezza dell'intero animale doveva raggiungere i 15 centimetri.

## Tassonomia
Eocaecilia è stato descritto per la prima volta nel 1993 ed è stato subito considerato il più antico e primitivo rappresentante degli apodi, un gruppo di anfibi rappresentati attualmente da forme completamente privi di arti. Alcune caratteristiche di questo animale ricordano altri gruppi di anfibi, come le salamandre e gli estinti microsauri.